# بورتاريا
بورتاريا (Πορταριά) هي مدينة في ماغنيسيا في مقاطعة فوريا إلادا في اليونان.